# بان قلا (مقاطعة تشرداول)
بان قلا (بالفارسية: بان قلا) هي قرية تقع في قسم زردلان الريفي (مقاطعة تشرداول) في إيران. يقدر عدد سكانها بـ 55 نسمة بحسب إحصاء 2016.